# Elizabeth Yu

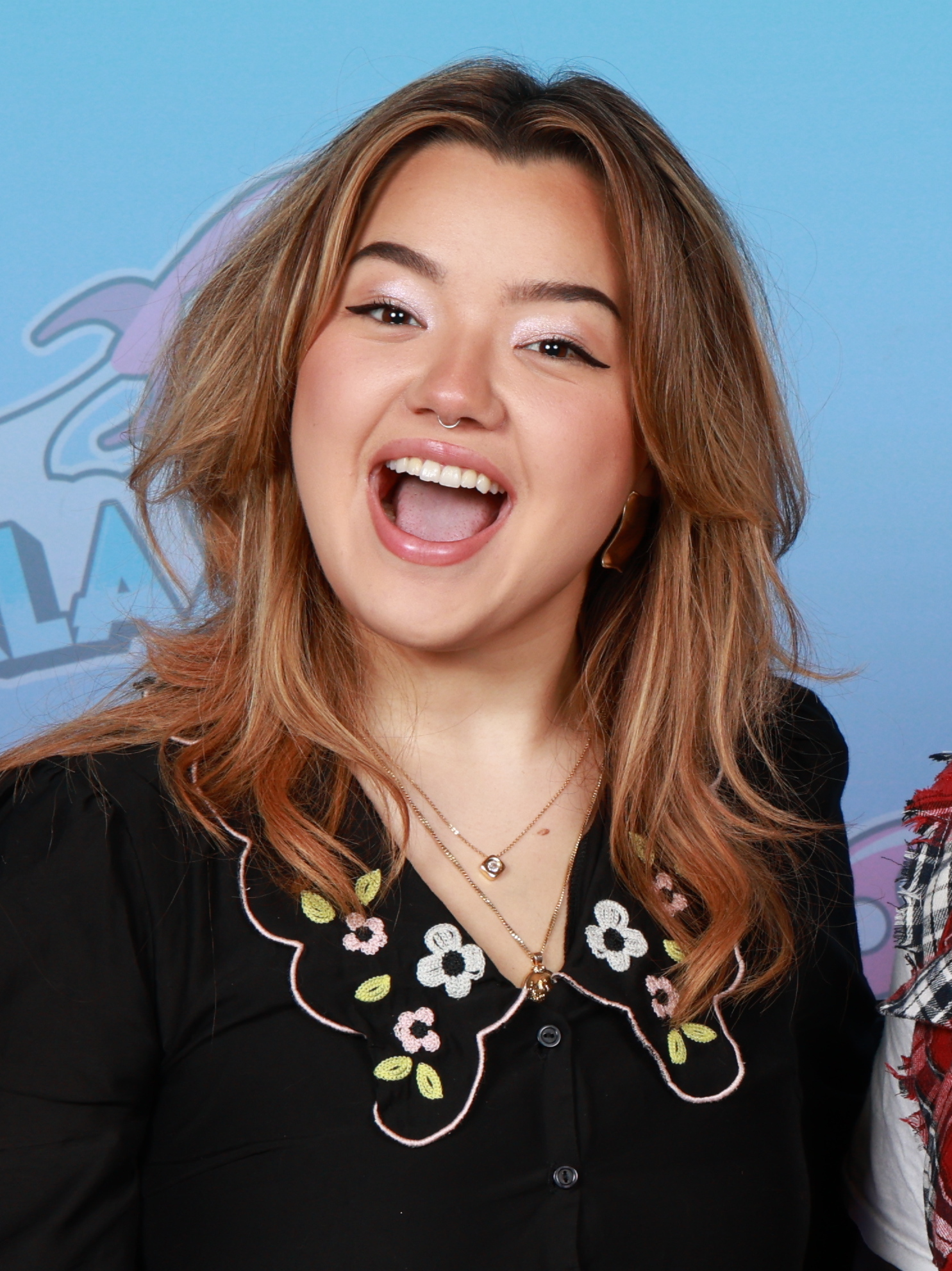
Elizabeth Yu

Elizabeth Yu ist eine US-amerikanische Schauspielerin.

## Leben und Karriere
Dezember 2021 wurde Yu in der Netflixserie Avatar – Der Herr der Elemente als Azula besetzt. Ihren ersten Auftritt hatte sie 2022 im Film Somewhere in Queens. Im selben Jahr war sie in Year One zu sehen. Außerdem spielte Yu 2023 in dem Film May December mit. Unter anderem hatte sie eine Auftritt in dem NBC-Pilotfilm Murder by the Book.

## Filmografie
Filme
- 2022: Somewhere in Queens
- 2022: Year One
- 2023: May December

Serien
- 2024: Avatar – Der Herr der Elemente (Avatar: The Last Airbender)